# Louredo (Lugo)
Louredo (llamada oficialmente Santiago de Louredo) es una parroquia y una aldea española del municipio de Saviñao, en la provincia de Lugo, Galicia.

## Límites
Limita con las parroquias de Ribas de Miño al norte, Laxe y Freán al este, Mourelos al sur, y Diomondi al oeste.

## Organización territorial
La parroquia está formada por siete entidades de población:
- A Rega
- Buxán
- Eirexe
- Gonzán
- Louredo
- Meán
- Santantuíño

## Demografía

### Parroquia
| Gráfica de evolución demográfica de Louredo (parroquia) entre 2000 y 2021 |
|                                                                           |
| Datos según el nomenclátor publicado por el INE.                          |

### Aldea
| Gráfica de evolución demográfica de Louredo (aldea) entre 2000 y 2021 |
|                                                                       |
| Datos según el nomenclátor publicado por el INE.                      |

## Lugares de interés
- Pazo de Fraguas.
- Iglesia de Santiago de Louredo.